# Сражение в ущелье Майсалун
Сражение в ущелье Майсалун (араб. معركة ميسلون‎), также Битва при Майсалуне — сражение между силами Арабского королевства Сирия и французской армией. Произошло 24 июля 1920 года в ущелье Майсалун в Антиливанских горах, около 25 км к западу от Дамаска.
В октябре 1918 года арабские повстанцы под руководством хашимитского эмира Фейсала захватили Дамаск в ходе поддерживаемого британцами арабского восстания против Османской империи. Затем Фейсал сформировал правительство под эгидой оккупационной администрации союзников. В марте 1920 года Фейсал был провозглашён королём Сирии. Месяц спустя на конференции в Сан-Ремо Лига Наций выделила Сирию Франции в качестве подмандатной территории.
Битва при Майсалуне произошла из-за того, что французы направили войска, чтобы свергнуть правительство Фейсала и установить контроль над Дамаском. Военный министр Фейсала генерал Юсуф аль-Азма решил оказать сопротивление. Французы во главе с генералом Мариано Гойбе победили; аль-Азма погиб в бою. На следующий день французы вошли в Дамаск. Вскоре Фейсал был изгнан из Сирии.
Несмотря на сокрушительное поражение сирийской армии, битва рассматривается в Сирии и в остальном арабском мире, с одной стороны, как символ мужественного сопротивления против более сильной имперской власти, а с другой — как символ предательства со стороны Великобритании, полный крах идей президента Вудро Вильсона о самоопределении наций, разгром надежд арабов на политическую свободу и новый триумф британских и французских имперских устремлений.

## Предпосылки
30 октября 1918 года, в заключительный период Первой мировой войны, отряды бедуинов во главе с эмиром Фейсалом при поддержке британской армии захватили Дамаск. Менее чем через месяц после завоевания Дамаска война закончилась. В переписке между арабским руководством в Мекке и Генри Макмагоном, британским верховным комиссаром в Каире, последний обещал поддержать создание арабского государства, дружественного Великобритании, в арабских провинциях Османской империи. Тем не менее, британское и французское правительства тайно заключили договорённости относительно разделения арабских провинций Османской империи между собой в соглашении Сикса-Пико 1916 года.

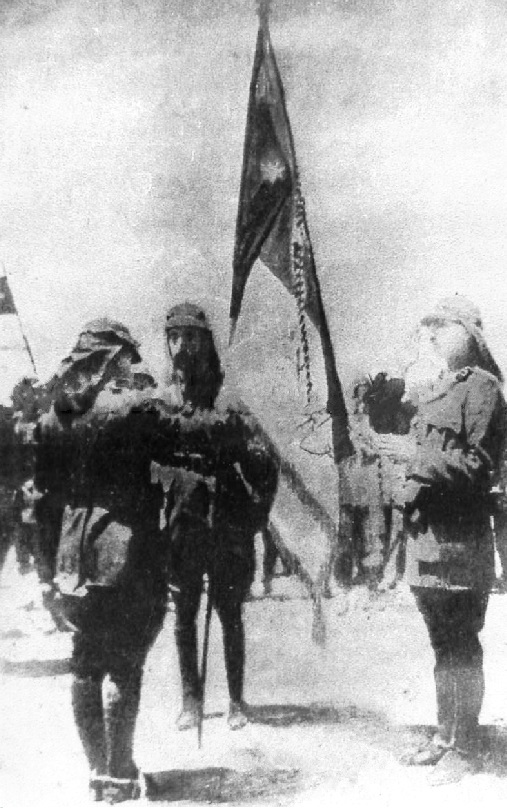
Король Фейсал (в центре) и военный министр Юсуф аль-Азма (слева, перед Фейсалом), 1920

Чтобы обеспечить себе трон в Сирии, Фейсал принял участие в парижской конференции в январе 1919 года. Однако французское правительство не признало его суверенным правителем Сирии. Европейские державы, присутствовавшие на конференции, призвали установить европейские мандаты на бывших арабских территориях Османской империи.
18 ноября 1919 года в Бейруте высадились французские войска под командованием генерала Анри Гуро с конечной целью взять всю Сирию под контроль Франции. Вскоре после этого французские войска развернулись в долине Бекаа между Бейрутом и Дамаском. Вопреки пожеланиям короля Фейсала его посланник к генералу Гуро Нури аль-Саид согласился на развертывание французских войск и отвод арабских войск из аль-Муаллака, близ Захлы. Соглашение между аль-Саидом и Гуро противоречило более раннему соглашению, заключенному Фейсалом с премьер-министром Франции Жоржем Клемансо, согласно которому французские войска не будут размещены в долине Бекаа, пока Лига Наций не вынесет решения по этому вопросу. Фейсал осудил аль-Саида и обвинил его в предательстве. После вывода арабской армии из аль-Муаллаки христианские ополченцы из Зале совершили налет на город, напав на местных мусульманских ополченцев. На фоне этих событий по всей долине Бекаа появились вооружённые группы повстанцев и бандитов. Когда французский офицер в Баальбеке подвергся нападению со стороны мятежников-шиитов, выступавших против французского присутствия, Гуро возложил ответственность за арабское правительство и потребовал от него извинений, которых, однако, не последовало. В ответ Гуро нарушил свое соглашение с аль-Саидом и оккупировал Баальбек. Развертывание французских сил вдоль сирийского побережья и в долине Бекаа спровоцировало волнения по всей Сирии и обострило политические разногласия между политическим лагерем, призывающим противостоять французам, и лагерем, предпочитающим компромисс.
8 марта 1920 года Сирийский национальный конгресс провозгласил создание Королевства Сирия во главе с королем Фейсалом. Эта односторонняя акция была немедленно осуждена англичанами и французами. На конференции в Сан-Ремо, которая была созвана союзными державами в апреле 1920 года, распределение мандатов на арабских территориях было завершено, и Франция получила мандат на Сирию. Это решение было отвергнуто Фейсалом и Сирийским национальным конгрессом. После нескольких месяцев неопределенности, 14 июля 1920 года генерал Гуро предъявил ультиматум Фейсалу, требуя распустить арабскую армию и подчиниться французской власти к 20 июля. 18 июля Фейсал и весь кабинет министров, за исключением военного министра Юсуфа аль-Азма, согласились на ультиматум и издали приказы о расформировании подразделений арабской армии в Анджаре, на дороге Бейрут — Дамаск и в горах Антиливана. Два дня спустя Фейсал проинформировал французского представителя в Дамаске о своем принятии ультиматума, но по непонятным причинам уведомление Фейсала не доходило до Гуро до 21 июля. Существует мнение о намеренной задержке доставки уведомления, чтобы дать Гуро официальный повод для наступления на Дамаск. Новости о расформировании арабской армии и подчинении Фейсала французам привели к беспорядкам в Дамаске 20 июля, которые были подавлены эмиром Зейдом, что привело к гибели около 200 человек. Аль-Азма, который решительно выступал против капитуляции, умолял Фейсала позволить ему и остаткам его армии противостоять французам

## Предшествующие события
22 июля Фейсал направил министра образования Сати аль-Хусри и бывшего представителя арабского правительства в Бейруте Джамиля аль-Ульши, чтобы встретиться с Гуро в его штаб-квартире в Алей и убедить его прекратить продвижение своей армии в Дамаск. В ответ Гуро продлил ультиматум на один день и установил новые, более жёсткие условия, а именно: чтобы Франции было разрешено учредить в Дамаске миссию для контроля за выполнением первоначального ультиматума и принятием французского мандата. Аль-Хусри вернулся в Дамаск в тот же день, чтобы передать послание Гуро Фейсалу, который 23 июля созвал заседание кабинета для рассмотрения нового ультиматума. Полковник Кусс, французский офицер связи в Дамаске, прервал встречу, изложив требование Гуро, чтобы французской армии было разрешено продвинуться в Майсалун, где имелось много источников воды. Изначально Гуро планировал начать наступление на Дамаск из Айн-эль-Иудейды на Антиливанском хребте, но отсутствие там источников воды привело к изменению планов. Теперь Гуро стремился занять Хан Майсалун, одиночный караван-сарай на дороге Бейрут-Дамаск, расположенный на вершине горного перевала Вади-аль-Карн в Антиливане в 25 километров (16 миль) к западу от Дамаска. Планам Гуро также также способствовало то, что Хан Майсалун расположен вблизи к железной дороге Хиджаз.
Сообщение Кусса подтвердило опасения кабинета Фейсала, что Гуро намеревался захватить Сирию силой. Впоследствии кабинет отклонил ультиматум Гуро и обратился к международному сообществу с призывом положить конец французскому наступлению. 23 июля Аль-Азма отправился из Дамаска со своей смешанной армией из опытных солдат и добровольцев. Эта армия была разделена на северную, центральную и южную колонны, во главе которых шла кавалерия на верблюдах. Французские войска начали наступление на Хан-Майсалун и Вади-эль-Карн вскоре после рассвета 24 июля, в 5:00; сирийские силы заняли позицию на нижнем конце Вади-эль-Карна.

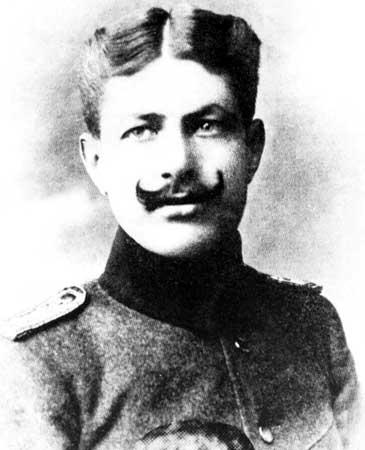
Командующий сирийскими силами в Майсалуне, военный министр Юсуф аль-Азма погиб во время сражения

## Ход сражения
Первые столкновения произошли в 6:30, когда французские танки штурмовали центральную позицию сирийской оборонительной линии, а французские кавалерийские и пехотные подразделения атаковали северный и южный фланги. Первой вступила в бой кавалерия на верблюдах Сирийские силы вначале оказывали стойкое сопротивление, но им не хватало координации. В начале боя огонь сирийской артиллерии уничтожил французскую батарею. Французские танки также столкнулись с сильным огнем сирийцев. Однако огонь французской артиллерии нанес сильный урон сирийским войскам, и к 8:30 французы прорвали центральную траншею сирийцев. В первые часы боя сирийским силам удалось на короткое время связать огнем две сенегальские роты, которые были относительно изолированы на правом французском фланге. Потери, нанесённые этим двум подразделениям, составили примерно половину общих потерь французской армии. Тем не менее, к 10:00 битва фактически закончилась победой французов.
В 10:30 французские войска достигли штаба аль-Азмы, несмотря на минные поля, установленные сирийцами. Мало известно о ходе боя с сирийской стороны. По одной из версий, когда французские войска были на расстоянии около 100 метров от штаба, аль-Азма бросился к расположенному рядом с ним сирийскому артиллерийскому расчёту и приказал открыть огонь. Однако в этот момент появились французские танки, один из которых убил Аль-Азму из пулемёта. Гибель Аль-Азмы ознаменовала окончание битвы, хотя периодические столкновения продолжались до 13:30. Выживших в бою сирийских солдат бомбили с воздуха и преследовали на всем пути к Дамаску.

## Результаты

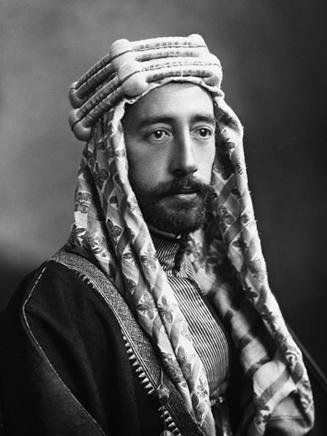
Король Фейсал был изгнан из Сирии французами после оккупации Дамаска

Первоначальные оценки потерь, по которым погибло 2000 сирийцев и 800 французов, оказались преувеличенными. Французская армия утверждала, что 42 её солдата были убиты, 152 ранены и 14 пропали без вести, в то время как около 150 сирийских бойцов были убиты и 1500 ранены. Король Фейсал наблюдал за битвой с околицы деревни аль-Хама, и когда стало ясно, что сирийцы разгромлены, он и его кабинет, за исключением министра внутренних дел Ала аль-Дина аль-Дуруби, который заранее заключил тайную сделку с французами, направились в город аль-Кишва, расположенный на южных подступах к Дамаску.
23 июля французские войска без боя захватили Алеппо; 25 июля осадили и захватили Дамаск. В течение короткого времени войска Фейсала бежали или сдались французам. Сопротивление продолжали лишь небольшие группы противников французского владычества, но они были быстро разгромлены. Генерал Гуро обвинил Фейсала в том, что тот «поставил страну на грань разрушения», и заявил, что из-за этого ему «было совершенно невозможно оставаться в стране». Фейсал, в свою очередь, осудил заявление Гуро и настаивал на своем праве оставаться главой Сирии.
Несмотря на устный отказ подчиниться французскому приказу об изгнании его и его семьи из Сирии, Фейсал покинул Дамаск 27 июля. Первоначально он отправился на юг в Дараа в регионе Хауран, где получил убежище у лидеров местных племён. Однако французы стали угрожать племенам бомбардировкой их лагерей, что вынудило Фейсала отправиться на запад в Хайфу в удерживаемой британцами Палестине. Изгнание Фейсала положило конец его планам создания арабского государства в Сирии.

## Последствия
Французы взяли под свой контроль территорию, которая стала французским мандатом для Сирии и Ливана. Франция разделила Сирию на более мелкие государства, сосредоточенные в определённых регионах и сектах, включая Большой Ливан для маронитов, Государство Джабаль аль-Друза для друзов в Гауране, Алавитское государство для алавитов в сирийских прибрежных горах и штаты Дамаск и Алеппо. По некоторым сообщениям, генерал Гуро подошёл к могиле Саладина, ударил её ногой и сказал:
Вставай, Саладин. Мы вернулись. Крест победил полумесяц.
Хотя сирийцы были побеждены, бой при Майсалуне вошёл в арабскую историю как пример героизма и храбрости. По словам британского журналиста Роберта Фиска, битва при Майсалуне была «битвой, которую каждый сириец изучает в школе, но о которой почти не помнят на Западе». Сати аль-Хусри, крупный панарабский мыслитель, утверждал, что битва была «одним из самых важных событий в современной истории арабской нации». Это событие ежегодно отмечают сирийцы, при этом могилу аль-Азма в Майсалуне посещают тысячи людей.

### Комментарии
1. ↑  Так называемая «Армия Леванта», направленная в Сирию, была частью колониальных войск союзников (Allied Army of the Orient), состоявших из выходцев из североафриканских колоний Франции: Алжира, Сенегала и Марокко. Большая часть солдат были мусульманами.

### Сноски
1. 1 2  Khoury 1987, p. 97.
2. ↑  William E. Watson. Tricolor and Crescent: France and the Islamic World (англ.). — 2003. — ISBN 978-0-275-97470-1.
3. ↑  Роган, 2019, Глава 6., с. 227.
4. ↑  Allawi 2014, pp. 60-61.
5. 1 2  Moubayed 2012, pp. 8-9.
6. ↑  Moubayed 2012, p. 14.
7. ↑  Allawi, 2014, p. 285.
8. ↑  Baker 1979, p. 161.
9. ↑  Baker 1979, p. 162.
10. ↑  Baker 1979, p. 163.
11. ↑  Moubayed 2006, p. 44.
12. 1 2  Tauber 1995, p. 215.
13. ↑  Allawi 2014, p. 288.
14. ↑  Tauber 2013, p. 34.
15. ↑  Allawi 2014, p. 289.
16. ↑  Moubayed 2006, p. 45.
17. 1 2 3  Allawi 2014, p. 290.
18. ↑  Russell 1985, p. 187.
19. ↑  Russel 1985, p. 186.
20. ↑  Rogan, Eugene. The Arabs: A History (неопр.). — Basic Books, 2009. — С. 163. — ISBN 9780465025046.
21. ↑  Russel 1985, p. 246.
22. 1 2 3 4  Tauber 1995, p. 218.
23. 1 2 3  Russell 1985, p. 189.
24. 1 2 3 4  Allawi 2014, p. 291.
25. 1 2  Allawi 2014, p. 292.
26. ↑  Allawi 2014, p. 293.
27. ↑  Allawi 2014, p. 294.
28. ↑  McHugo 2013, p. 122.
29. ↑  Kingmakers: The Invention of the Modern Middle East (англ.). — W. W. Norton & Company. — ISBN 9780393061994. Архивировано 8 января 2020 года.
30. ↑  Fisk 2007, p. 1003.
31. ↑  Sorek 2015, p. 32.